# Glucocorticoide
Glucocorticoide (Synonyme: Glukokortikoide, Glukokortikosteroide) zählen zu den Corticosteroiden, einer Klasse von Steroidhormonen aus der Nebennierenrinde. Der Name bezieht sich auf ihre Funktion im Glucose-Stoffwechsel, wo sie die Umwandlung von Proteinen in Glucose und Glykogen fördern.
Die natürlich vorkommenden Glucocorticoide sind Abkömmlinge des Gelbkörperhormons (Progesteron); zu ihnen zählen Cortisol und Corticosteron  sowie Cortison.
Daneben gibt es von den Glucocorticoiden abgeleitete künstliche Corticoide mit glucocorticoider Wirkung, wie sie in der Medizin verwendet werden, etwa Prednisolon oder Dexamethason. Diese werden ebenfalls Glucocorticoide genannt und meistens injiziert (Kortisonspritze), in Tablettenform verabreicht oder durch eine Kortisoncreme lokal appliziert (topische Anwendung).
Die Glucocorticoide haben vielfältige physiologische und therapeutische Wirkungen. Sie beeinflussen den Stoffwechsel, den Wasser- und Elektrolythaushalt, das Herz-Kreislaufsystem und das Nervensystem. Ferner bewirken sie eine Entzündungshemmung und sind immunsuppressiv.

## Physiologie

### Biosynthese
Die Biosynthese der Corticoide beginnt wie bei allen Steroiden mit Cholesterin, das entweder mit der Nahrung aufgenommen wird oder (in weitaus größerer Menge) aus Mevalonat gebildet wird. Zwischenprodukt ist Pregnenolon; dieses wird auf mehreren möglichen Wegen zu Cortisol und letzteres anschließend zu Cortison umgesetzt.
Die Konzentration der Corticoide im Blut unterliegt einem ausgeprägten Tagesrhythmus mit einem Minimum um Mitternacht und einem Maximum zwischen 6 und 8 Uhr morgens.

### Abbau
Wie andere Corticoide werden die Glucocorticoide in der Leber inaktiviert und vorwiegend über die Gallenflüssigkeit, zu 10 % auch über den Urin, in Form von inaktiven Konjugaten ausgeschieden.

### Wirkungen
Glucocorticoide fördern in natürlicher Konzentration die Gluconeogenese (Neubildung von Kohlenhydraten aus Aminosäuren und Kohlenhydratvorläufern). Protein- und Lipiddepots werden abgebaut und zur Energiegewinnung eingesetzt. Dies bewirkt erhöhte Blutkonzentrationen von Glucose, Aminosäuren und Fettsäuren sowie deren Abbauprodukten. Eine chronische Überproduktion der Hormone ruft das Cushing-Syndrom hervor.
Glucocorticoide haben eine verstärkende Wirkung auf die Glucagon-induzierte Expression der Gluconeogenese-Enzyme. Die komplizierten Mechanismen seien hier exemplarisch an einem der Enzyme, der Phosphoenolpyruvat-Carboxykinase (PEPCK), erläutert: PEPCK katalysiert die Bildung von Phosphoenolpyruvat aus Oxalacetat, unter Verbrauch von einmal GTP. PEPCK ist dabei ein Schlüsselenzym der Gluconeogenese, die im Hungerzustand bei niedrigem Blutzucker vor sich geht. Mehr PEPCK entsteht mittels verstärkter Transkription vom PCK1-Gen, das für dieses Enzym PEPCK kodiert. Der Ablauf dieser Signaltransduktion gestaltet sich folgendermaßen:
Das Hormon Glucagon bindet an seinen Glucagon-Rezeptor auf der Zellmembran. Hierdurch löst sich die GDP-bindende α-Untereinheit von den β- und γ-Untereinheiten des heterotrimeren membrangebundenen Gs-Proteins und dissoziiert zum Rezeptor, wo ein Austausch von GDP gegen GTP stattfindet. Die so aktivierte α-Untereinheit aktiviert ihrerseits die Adenylatcyclase, woraufhin mehrere Moleküle ATP zu cAMP umgesetzt werden. Ein hoher cAMP-Spiegel aktiviert die Proteinkinase A, die wiederum das cAMP-responsive element binding protein (CREB) phosphoryliert. CREB ist an CRE, einen regulatorischen Bereich des PCK1-Promotors, gebunden. Als Ergebnis wird das PCK1-Gen exprimiert.
Das Glucocorticoid bindet an seinen nukleären Rezeptor, der gebunden am Hitzeschockprotein 90 (Hsp90) inaktiv im Cytosol lokalisiert ist. Durch Bindung des Liganden dissoziiert Hsp90 ab. Der (von dem 1939 in Salamanco geborenen Marburger Professor für Physiologische Chemie Miguel Beato del Rosal nachgewiesene und isolierte) Glucocorticoidrezeptor homodimerisiert zu seinem aktiven Zustand und transloziert als Rezeptor-Ligand-Komplex in den Zellkern, wo der Komplex als Transkriptionsfaktor an eine palindromische Sequenz bindet. Dieses Glucocorticoid-responsive-Element stellt einen weiteren regulatorischen Bereich im PCK1-Promotor dar. Die Wirkung von CRE/CREB-P wird somit potenziert.
In vielfach höherer Dosis, wie sie nur nach der Anwendung von Medikamenten vorliegt, treten weitere Wirkungen auf: Die Protein-Synthese wird gehemmt, die Antikörperproduktion des Immunsystems wird vermindert und Entzündungsvorgänge werden unterdrückt. Noch höhere Dosen, die nur durch die Gabe hochwirksamer künstlicher Glucocorticoide wie Dexamethason erreicht werden, wirken dem Kreislaufschock bei lebensgefährlichen Erkrankungen und Verletzungen entgegen.

### Pathologien
Das Enzym 11β-Hydroxysteroid-Dehydrogenase 2 katalysiert die Inaktivierung von Cortisol durch Dehydrierung zum Cortison.
Mutationen im dafür codierenden HSD11B1-Gen sind die Ursache für das sogenannte AME-Syndrom, eine seltene, vererbbare Form des Hyperandrogenismus.

## Therapeutischer Einsatz
Glucocorticoid-Präparate haben entzündungshemmende Wirkungen und sind mithin schmerzlindernd, häufig schmerzstillend.
Sie werden zur Therapie beispielsweise bei allergischem Schnupfen oder bei Asthma bronchiale verwendet. Hochwirksame Varianten werden bei akuten Notfällen (Anaphylaxie, Sepsis, Schock) oder akuten starken Schmerzen (Bandscheibenvorfall, Bandscheibenprotrusion, Rotatorenmanschettenruptur) eingesetzt. Andere Präparate können topisch (örtlich) angewandt werden, zum Beispiel auf der Haut oder in der Nase. Heutzutage sind zahlreiche topische Glucocorticoide wie Budesonid oder Fluticasonpropionat verfügbar.
Sie bewirken an der Bronchialschleimhaut Entzündungshemmung und Abschwellung – die Hyperreaktivität der Bronchialschleimhaut wird vermindert – sowie an der Bronchialmuskulatur Krampflösung. Beide Wirkungen treten frühestens 30 Minuten nach der Verabreichung des Arzneimittels auf.
Bei drohender Frühgeburt werden Glucocorticoide zur Förderung der Lungenreifung eingesetzt.
Die Gabe von Glucocorticoiden über einen Zeitraum, der länger als (ein bis) drei Wochen ist, erfordert das „Ausschleichen“ der Medikation, d. h. eine schrittweise Reduktion der Dosis. Dies verhindert einen Glucocorticoid-Entzug, da die körpereigene Synthese des Hormons durch die externe Zugabe verringert wird. Ein zu rasches Absetzen des Medikaments kann in bestimmten Fällen zu einer Addison-Krise oder zu einem Wiederaufflammen der behandelten Grunderkrankung führen.

## Nebenwirkungen
In Abhängigkeit von der Stärkeklasse und Lokalisation können bei auf der Haut angewandten (topischen) Corticosteroiden bei langfristiger Applikation (Wochen bis Monate) oder bei systemischer (das heißt nicht-örtlicher) Anwendung Nebenwirkungen auftreten: Wasserspeicherung im Gewebe (Ödem) und damit Gewichtszunahme, Schwächung der Immunabwehr, Förderung der Entstehung und Verstärkung eines bestehenden Diabetes mellitus, Förderung und Verstärkung eines bestehenden Knochenschwundes (Osteoporose), bei inhalativer Gabe Heiserkeit. Auch erhöhen sie den intraokularen Druck und können Glaukome induzieren. Weiterhin kann es bei lokaler Applikation zu Hautatrophie, Blutungsneigung und Steroidakne kommen.
Glucocorticoide vermindern die Umwandlung des Vitamins D3 von der inaktiven Speicherform Calcidiol (25(OH)-Vitamin-D3) in die aktive Calcitriol (1,25(OH)2-Vitamin-D3). Nur bei Niereninsuffizienz ist wegen einer weitgehend fehlenden Umwandlung von der inaktiven (25(OH)-Vitamin-D3) in die aktive (1,25(OH)2-Vitamin-D3) Form die Gabe von „aktivem“ Vitamin D (Calcitriol) unter Kontrolle der Serum-Calcium-Spiegel indiziert. Die kurzzeitige Stoßtherapie bei akuten Erkrankungen geht kaum mit Nebenwirkungen einher. Es wurden auch Hinweise darauf gefunden, dass Glucocorticoide das Thromboserisiko erhöhen.

## Wirkungsstärke
25 mg Cortisol entsprechen etwa der täglichen Produktion der Nebennierenrinde beim Menschen. Darauf bezogen ergeben sich die Wirkungsstärke und die Äquivalenzdosis verschiedener Glucocorticoide aus der klinischen Praxis wie in der folgenden Tabelle dargestellt. Die zu erwartende, mittlere Plasma-Halbwertzeit (in Minuten) für die jeweiligen Substanzen variiert zwischen 30 (sehr kurz) und >400 Minuten (lang).
| Generischer Name       | Biologische Halbwertzeit (Minuten) | Wirkungsstärke | Äquivalenzdosis (mg) |
| ---------------------- | ---------------------------------- | -------------- | -------------------- |
| Cortisol/Hydrocortison | 90                                 | 1              | 25–30                |
| Cortisonacetat         | 90                                 | 0,8            | 35–37,5              |
| Cloprednol             | 120                                | 2              | 2,5–5                |
| Prednison              | >200                               | 4              | 5–7,5                |
| Prednisolon            | >200                               | 4              | 5–7,5                |
| Deflazacort            | 90                                 | 4              | 6–9                  |
| Methylprednisolon      | >200                               | 5              | 4–6                  |
| Fluocortolon           | >200                               | 5              | 5                    |
| Triamcinolon           | >200                               | 5              | 4–6                  |
| Betamethason           | >300                               | 25             | 1,2                  |
| Dexamethason           | >300                               | 30             | 0,75–1               |
| Budesonid              | 150                                | >30.000        | ?                    |
| Fluticason             | >400                               | >90.000        | ?                    |
| Aldosteron             | <30                                | 0              | ?                    |
| Fludrocortison         | 240                                | 10             | ?                    |
| Mometason              | lang Anm.1                         | ?              | ?                    |
| Clobetasol             | lang Anm.2                         | 10             | ?                    |

## Topische Anwendung
Werden Glucocorticoide nicht systemisch, sondern nur an bestimmten Stellen, meist auf der Haut (also topisch), angewandt, so zeigen die einzelnen Wirkstoffe durchaus andere relative Wirksamkeiten als bei parenteraler Applikation. Erwünscht ist hier eine stark entzündungshemmende/antiproliferative Wirkung, damit verschiedene Hauterscheinungen, wie Ekzeme, verschwinden, ohne dass die Haut selbst zu weit atrophiert (sich abbaut). Außerdem kann es bei starken Wirkstoffen, längerer Anwendung und großer Applikationsfläche oder stark reduzierter Barrierefunktion der Haut zu spürbaren systemischen (meist unerwünschten) Wirkungen der Corticoide kommen.
Um das dermale Wirkprofil zu verbessern, werden „intelligente“ Steroide entwickelt, welche schneller metabolisiert werden. Ihre Hauptwirkung soll nur oberflächlich zur Geltung kommen, indem sie in tieferen Schichten oder in der Zirkulation rasch abgebaut werden. Diese schnellere Metabolisierung wird durch spezielle Derivatisierungen am Corticoidmolekül erreicht: Beispiele sind Prednicarbat, Mometasonfuroat, Hydrocortisonbutyrat, Hydrocortisonaceponat und Methylprednisolonaceponat. Derlei Derivate können auch die biologische Wirksamkeit, sowohl topisch als auch systemisch, modifizieren.
Topisch angewandte Wirkstoffe werden nach der Wirkstärke (nach Niedner) der Substanzen unterteilt:
Klasse 1 – schwach wirksam
Hydrocortison(-acetat), Prednisolon, Fluocortinbutylester, Triamcinolonacetonid, Dexamethason, Clocortolonpivalat(-hexanoat)
Klasse 2 – mittelstark wirksam
Clobetasonbutyrat, Hydocortisonaceponat, Dexamethason(-sulfobenzoat), Alclomethasondipropionat, Flumetasonpivalat, Triamcinolonacetonid, Fluprednidenacetat, Fluorandrenolon, Hydrocortisonbutyrat, Hydrocortisonbuteprat, Betamethasonbenzoat, Fluorcortolon, Prednicarbat
Klasse 3 – stark wirksam
Methylprednisolonaceponat, Mometasonfuroat, Betamethasonvalerat, Fluticasonpropionat, Halomethason, Betamethasondipropionat, Fluocortolon(-hexanoat), Fluocinolonacetonid, Diflorasondiacetat, Desoximethason, Fluocinonid, Amcinonid, Halcinonid, Diflucortolonvalerat
Klasse 4 – sehr stark wirksam
Diflucortolonvalerat, Clobetasolpropionat

## Anwendungen
Bei der topisch-dermalen Anwendung werden die Wirkstoffe je nach dem Ausgangszustand der Haut in Lösungen, Salben, Cremes oder Fettsalben aufgetragen. Zur Behandlung infizierter Effloreszenzen stehen Kombinationspräparate mit antibakteriellen oder antimykotischen Wirkstoffen zur Verfügung. Schuppt sich der behandelte Bereich stark, so kann zur Auflösung der Schuppen Harnstoff oder Salicylsäure (3-prozentig) beigemengt werden. Dies begünstigt auch die Resorption der Glucocorticoide. Zur Wirkverstärkung kann durch einen Okklusionsverband ein Aufweichen der oberen Hautschichten erreicht werden.
Lokale Entzündungsreaktionen, die einer äußerlichen Corticoidapplikation nicht zugänglich sind, können mittels einer Depotspritze örtlich behandelt werden. Hierfür stehen entsprechende Kristallsuspensionen mit den Corticoiden Betamethason, Dexamethason, Triamcinolon und Prednisolon zur Verfügung.